# 宇宙作家クラブ
宇宙作家クラブ（うちゅうさっかくらぶ 英語: Space Authors Club）は、1999年創立の任意団体で、作家やフリーライターなど、宇宙開発に関心を持つ同人クリエイター集団。宇宙開発の取材が個人では難しいため作られた。小松左京が顧問となったが、会長職などは存在しない。
だが、2008年6月に死去した野田昌宏、2011年7月に死去した小松左京、2023年11月に死去した豊田有恒の名前が会員一覧にあるなど、2024年5月現在で、WEBサイトの会員名簿は長期にわたり更新がされていないとも思われる。だが、2020年から活動開始したロケットアイドルVTuber宇推くりあの名前も2024年10月時点で会員一覧にある。
所属している作家らが取材したロケットの打ち上げなど、様々な宇宙開発に関するできごとを、ニュースとして宇宙作家クラブの Web サイトから発信している。

## 主な会員
- あさりよしとお
- 庵野秀明
- 上田早夕里
- 宇推くりあ
- 江藤巌
- 大澤徹訓
- 小川一水
- きむらひでふみ
- 草上仁
- こいでたく
- 笹本祐一
- 新谷かおる
- 菅浩江
- 武田康廣
- 田中哲弥
- 谷甲州
- 天神英貴
- 野尻抱介
- 長谷川裕一
- 林譲治
- 平谷美樹
- 藤崎慎吾
- 藤谷文子
- 松浦晋也
- 森奈津子
- 山北篤

（その他2009年1月現在、133名が加盟。公式ホームページメンバーリストを参照のこと）

## 元会員
- 小松左京（顧問、2011年7月死去）
- 田中啓文（退会）
- 野田昌宏（2008年6月死去）
- 柴野拓美（2010年1月死去）
- 金子隆一（2013年8月死去）
- 青山智樹（2020年9月死去）
- 小林泰三（2020年11月死去）
- 鹿野司（2022年10月死去）
- 豊田有恒（2023年11月死去）

## 関連書籍
- 『宇宙へのパスポート ロケット打ち上げ取材日記1999‐2001』 笹本祐一、他著　ISBN 4257036494
- 『宇宙へのパスポート2 M-V＆H-2Aロケット取材日記』 笹本祐一、他著　ISBN 4257036788
- 『宇宙へのパスポート3 宇宙開発現場取材日記』 笹本祐一、松浦 晋也、他著　ISBN 4257037261
  - 宇宙へのパスポート - マンガ図書館Z（外部リンク）